# Mecodina semophora
Mecodina semophora là một loài bướm đêm trong họ Erebidae.